# Municipio de Naolinco
El municipio de Naolinco es uno de los 212 municipios del Estado de Veracruz, México, que se encuentra ubicado en la latitud 19°39′, longitud 96°52′ y con una altitud de 1540 m s. n. m.; en la región capital del Estado de Veracruz. Limita al norte con los municipios de Acatlán, Miahuatlán y Tonayán; al sur con los municipios de Actopan, Emiliano Zapata y Xalapa; al este con los municipios de Alto Lucero de Gutiérrez Barrios y Tepetlán; al oeste con Coacoatzintla y con el municipio de Jilotepec. Su clima es templado-húmedo-regular, con una temperatura media anual de 16 °C; con lluvias abundantes en verano y principios de otoño con menor intensidad en invierno. 
Las actividades principales son la elaboración de calzado, embutidos, cosecha de caña de azúcar, café y maíz. Debido a su conservada arquitectura y preservación de tradiciones como día de muertos, forma actualmente parte del programa pueblos mágicos.

## Toponimia
Naolinco proviene del náhuatl que contiene los vocablos "Nahui" (que significa cuatro), "ollin" (movimiento ya sea de la tierra o a nivel solar) y "Co" que es un locativo que denota un lugar, por lo que se ha interpretado como "el lugar de los cuatro movimientos del sol", pero analizando los vocablos encontramos que solo es el "lugar de los cuatro movimientos" lo cual también se puede entender como "lugar de las cuatro estaciones".

## Geografía física
La ciudad de Naolinco de Victoria es la cabecera municipal de Naolinco y se encuentra localizada a una distancia de 32 km de la ciudad de Xalapa. El clima promedio de la ciudad oscila entre los de 18 y 24 °C.
El municipio se sitúa en la zona montañosa central de Veracruz, toma parte del territorio del Totonacapan en las estribaciones de la sierra de Chiconquiaco, a 32 km por carretera de la ciudad de Xalapa, con las coordenadas 19°39′ latitud norte y 96°52′ longitud oeste, a 1605 m s. n. m.
Limita al norte con los municipios de Acatlán, Miahuatlán y Tonayán; al sur con Actopan, Emiliano Zapata y Xalapa; al este con Alto Lucero de Gutiérrez Barrios y Tepetlán; al oeste con Coacoatzintla y Jilotepec. Tiene una superficie de 108.8 km², que representa el 0.2% del territorio estatal.
Las congregaciones principales de este municipio son: el Espinal, las Haldas, San Marcos Atexquilapan, San Pablo Coapan, Tepetates, Almolonga, San Miguel Aguasuelos, Tenampa.

## Orografía
Por su relieve geográfico se divide en dos zonas, la zona alta (1800 m s. n. m.), templada y húmeda, donde se encuentra la cabecera municipal, y la zona baja (900 m s. n. m.), calurosa y menos húmeda. El río Naolinco o de las Hayas, afluente del río Actopan, recorre el municipio de noroeste a sureste. 

## Clima
El clima es templado húmedo, con temperatura promedio anual de 18 °C y una precipitación pluvial media de 1640 mm.
| Parámetros climáticos promedio de Naolinco                 | Parámetros climáticos promedio de Naolinco | Parámetros climáticos promedio de Naolinco | Parámetros climáticos promedio de Naolinco | Parámetros climáticos promedio de Naolinco | Parámetros climáticos promedio de Naolinco | Parámetros climáticos promedio de Naolinco | Parámetros climáticos promedio de Naolinco | Parámetros climáticos promedio de Naolinco | Parámetros climáticos promedio de Naolinco | Parámetros climáticos promedio de Naolinco | Parámetros climáticos promedio de Naolinco | Parámetros climáticos promedio de Naolinco | Parámetros climáticos promedio de Naolinco |
| Mes                                                        | Ene.                                       | Feb.                                       | Mar.                                       | Abr.                                       | May.                                       | Jun.                                       | Jul.                                       | Ago.                                       | Sep.                                       | Oct.                                       | Nov.                                       | Dic.                                       | Anual                                      |
| ---------------------------------------------------------- | ------------------------------------------ | ------------------------------------------ | ------------------------------------------ | ------------------------------------------ | ------------------------------------------ | ------------------------------------------ | ------------------------------------------ | ------------------------------------------ | ------------------------------------------ | ------------------------------------------ | ------------------------------------------ | ------------------------------------------ | ------------------------------------------ |
| Temp. máx. media (°C)                                      | 19                                         | 20                                         | 23                                         | 25                                         | 26                                         | 25                                         | 24                                         | 24                                         | 23                                         | 22                                         | 21                                         | 20                                         | 23                                         |
| Temp. mín. media (°C)                                      | 9                                          | 10                                         | 12                                         | 13                                         | 15                                         | 14                                         | 13                                         | 14                                         | 13                                         | 13                                         | 11                                         | 10                                         | 12                                         |
| Precipitación total (mm)                                   | 46                                         | 37                                         | 35                                         | 71                                         | 83                                         | 239                                        | 217                                        | 241                                        | 285                                        | 120                                        | 51                                         | 40                                         | 1462                                       |
| Fuente: Servicio Meteorológico Nacional 8 de junio de 2008 |                                            |                                            |                                            |                                            |                                            |                                            |                                            |                                            |                                            |                                            |                                            |                                            |                                            |

## Demografía
De acuerdo al último censo de la CONAPO (realizado en el 2017), la población del municipio se compone de 21635 habitantes. Dicha cantidad se ha incrementado de forma considerable durante los últimos 20 años.
| Año                                                   | Total | Hombres | Mujeres |
| ----------------------------------------------------- | ----- | ------- | ------- |
| 2020                                                  | 22835 | 11126   | 11709   |
| 2017                                                  | 21635 | 10529   | 11106   |
| 2015                                                  | 21816 | 10592   | 11224   |
| 2010                                                  | 20255 | 9861    | 10394   |
| 2005                                                  | 18885 | 9137    | 9748    |
| 2000                                                  | 18097 | 8980    | 9117    |
| 1995                                                  | 16976 | 8482    | 8494    |
| Fuente: SEFIPLAN Veracruz 2016 SEFIPLAN Veracruz 2024 |       |         |         |

## Economía
La principal actividad económica de la ciudad es la industria del calzado, pues se estima que aproximadamente el 80% de las familias naolinqueñas se dedican a la elaboración de calzado y artículos de piel utilizando procesos artesanales.

## Tradiciones y costumbres
- Fiestas de primavera: celebradas en la segunda quincena del mes de mayo, con desfiles de carros alegóricos, comparsas y disfraces, bailes populares, teatro del pueblo, así como exposiciones artesanales, puede considerarse como el equivalente de los carnavales de otros lugares.

- Fiestas patronales de San Mateo Apóstol: celebradas a partir del 19 de septiembre, siendo el 21 el día principal. Se lleva a cabo procesiones religiosas, bailes populares, muestras artesanales y gastronómicas, festivales artísticos y culturales y por las noches fuegos artificiales además de la danza de Moros contra Cristianos. Se considera la fiesta más importante y vistosa del año, ya que cientos de danzantes se reúnen para celebrar la tradicional "Danza de Moros y Cristianos".

- Todos Santos: es una de las festividades más representativas de Naolinco, celebrada del 30 de octubre al 2 de noviembre. El día 1 de noviembre se celebra la tradicional cantada, en la cual se destacan por más 70 de los Alabados/Alabanzas, que son escritos por su gente, algunas obras destacadas son: "Alabanza a las Animas Benditas", "Alabanza al Corazon de Jesús", entre muchas otras. En las casas se instalan altares tradicionales en honor a los familiares ya fallecidos, al igual que varias exposiciones de altares y catrinas en diversos puntos de la ciudad. Este suceso tiene un gran simbolismo en la sociedad Naolinqueña, ya que demuestra el afecto que existe por esos seres que ya no están con vida. Los altares mencionados, constan de 1,3,5,7 e inclusive 9, todos estos números impares. Todos estos conteniendo en los escalones alimentos, frutos e inclusive dulces, son elementos que fueron preferidos por seres queridos.

Además, de las principales festividades, durante el año encontramos fiestas religiosas y culturales como la Semana Santa entre marzo y abril; la bendición de los animales en enero el día de la fiesta de San Antonio Abad; las fiestas de San Crispín el 25 de octubre, santo patrono de los zapateros y finalmente las fiestas navideñas en diciembre con las tradicionales posadas.

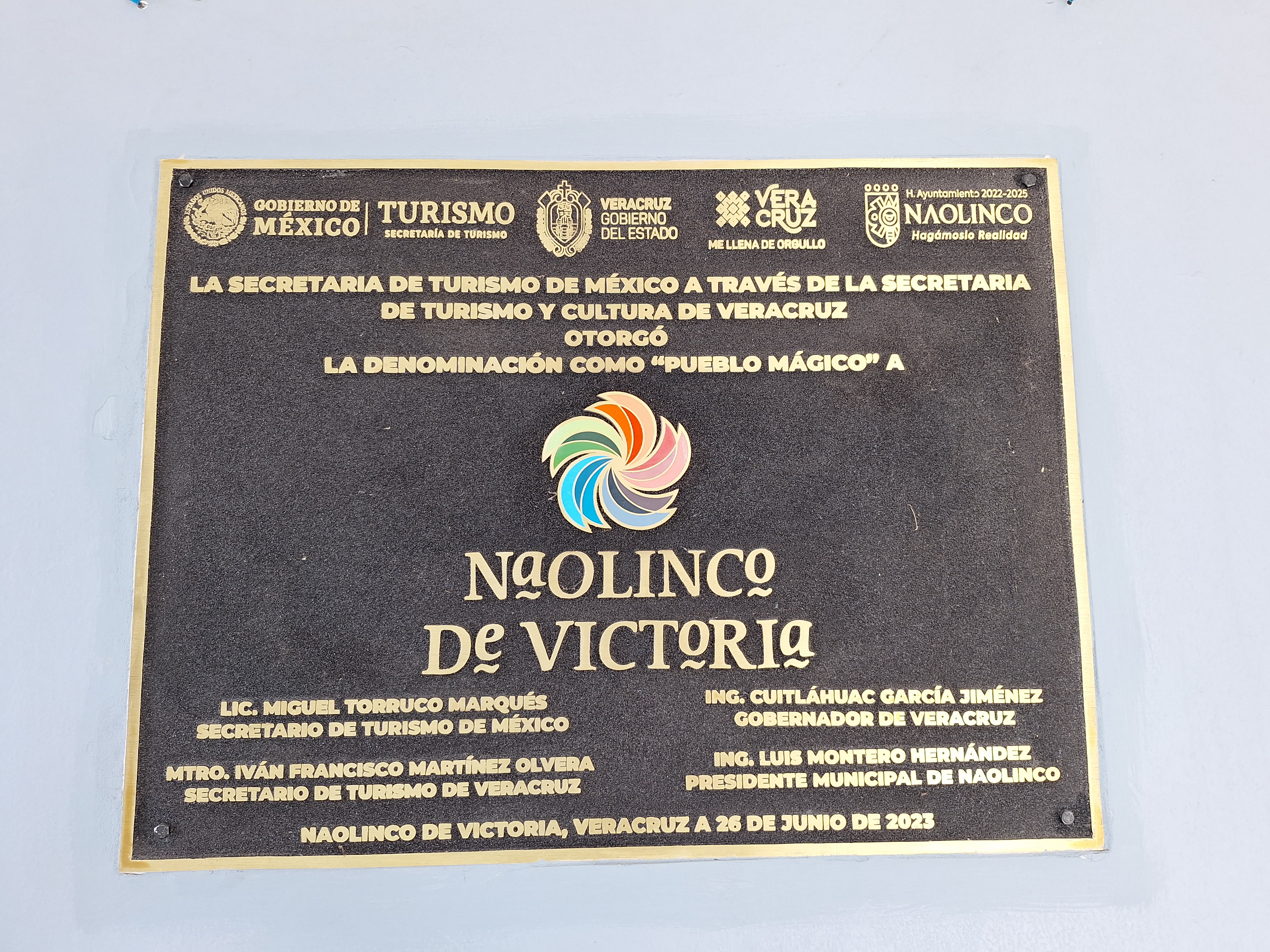
Placa Naolinco de Victoria

## Sitios y actividades turísticas
- Parroquia de San Mateo Apóstol. Principal centro religioso de la comunidad.

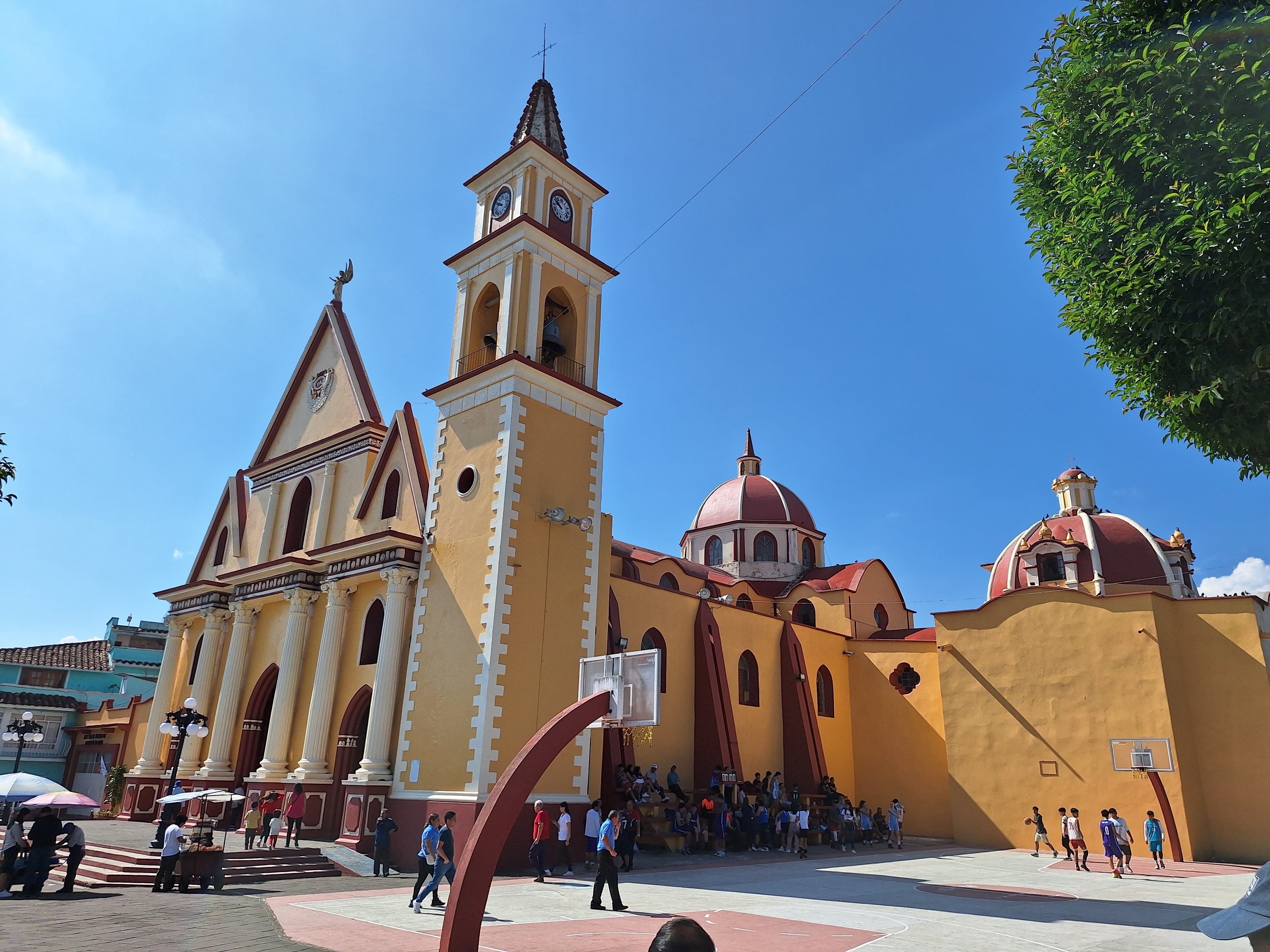
Parroquia de San Mateo Apóstol

- Centro Histórico. Espacio arquitectónico de estilo colonial. Cuenta con calles empedradas, las casas construidas y decoradas al estilo colonial pintadas con colores fuertes y alegres.

- Calles Dr. Lucio y Nicolás Bravo.  En estas calles es donde se concentra la mayor parte de los negocios de venta de calzado y artículos de piel.

- Casa de Cultura. Recinto cultural que alberga diferentes exposiciones en los meses de abril, mayo y septiembre. Además allí se realiza la muestra de altares en honor a los Fieles Difuntos en noviembre, donde altares representativos de cada comunidad se presentan a los visitantes. Estampas decoradas con calaveras de papel maché son también uno de los atractivos de dicha exposición.

- Mirador de las Cascadas. El mirador, que también es denominado "Balcón de la Muerte", permite disfrutar del paisaje conformado por la caída de agua y la Sierra Madre Oriental. Anexo al mirador se tiene el parque recreativo las cascadas y se encuentran las instalaciones de los talleres de artes libres de la Universidad Veracruzana.[11]

- Gastronomía Naolinqueña. La gastronomía de la ciudad de Naolinco es muy popular dentro de la región debido a la gran diversidad culinaria con la que cuenta, que va desde el platillo más sencillo hasta el más complejo, exquisito y tradicional. Su gastronomía es considerada como singular por la mezcla de ingredientes y sabores de la comida autóctona y la colonial. Se destacan como platillos típicos los ricos embutidos de cerdo, las patitas en escabeche, los chicharrones, los chiles rellenos, así como una gran variedad de dulces y licores a base de nutritivas frutas. Algunos de los platillos más representativos son: el mole de especias; chiles verdes y secos rellenos de carne en picadillo; embutidos y cacalas de cerdo y cecina.

- Artesanías. Se pueden encontrar diversos artículos de piel como zapatos, botas, chamarras, bolsas, carteras, cinturones, etc. La alfarería de barro blanco representa de igual manera un orgullo local y se producen variadas formas como: tinajas, caxcoyos, juguetería, nacimientos, macetas, alcancías, cántaros, campanitas, etc., todas elaboradas en la congregación de San Miguel Aguasuelos. Dichas piezas han llegado a museos tales como el Museo de Arte Popular en la Ciudad de México[12] y el Museo Británico en Londres.[13] Por otro lado también se destaca la elaboración de tradicionales máscaras creadas para celebrar las fiestas de San Mateo Apóstol con la danza de Moros y Cristianos y otros trabajos en carpintería.

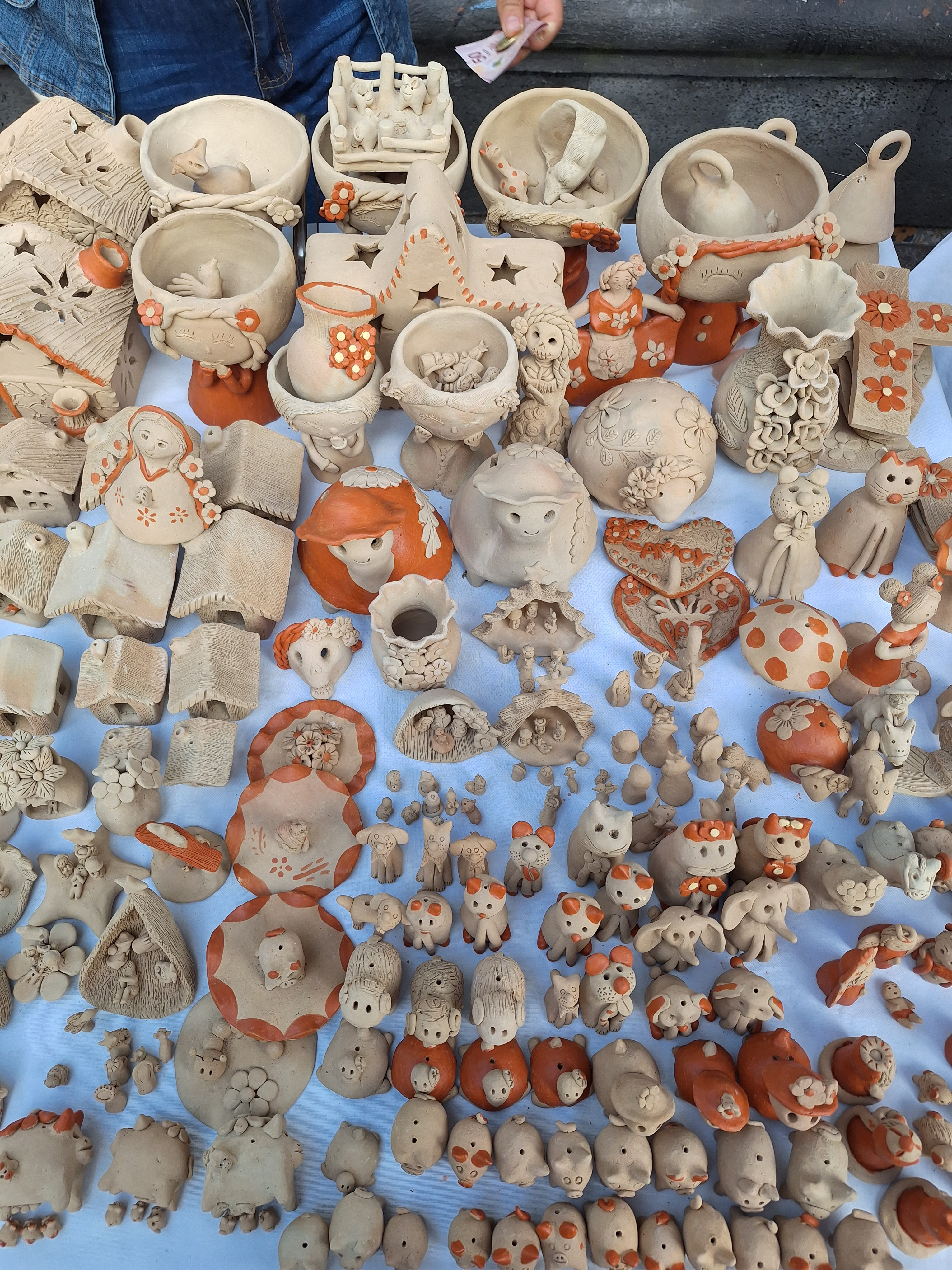
Artesanías de barro en la plaza principal de Naolinco

## Cronología histórica
Su origen se remonta mucho antes de la conquista española, siendo en aquel entonces una población totonaca. Hacia el año de 1519, los españoles la mencionan como un pueblo sometido a los mexicas. Puntos destacados de la historia del lugar son:
- 1526- Se funda el pueblo de San Pablo Coapan.

- 1532- Se organiza una rebelión en contra de la dominación española que es reprimida por Diego Marmolejo.

- 1798- Se termina la construcción del templo parroquial, ahora conocido como la capilla de Nuestra Señora del Rosario, anexa al templo actual.

- 1812- Secundando los heroicos sucesos de la Guerra de Independencia se forma una Junta de Gobierno Independiente.

- 1816- El general Guadalupe Victoria asienta su cuartel general en la población de Tenampa, desde donde continua la lucha por la independencia.

- 1849- Miguel Palacios Acosta, oriundo de Naolinco, es nombrado gobernador provisional y en 1850 gobernador constitucional del estado de Veracruz para el periodo 1850-1853.

- 1881- Se eleva a categoría de villa al pueblo de Naolinco.

- 1882- Se inaugura el kiosco que actualmente se conserva en el parque de esta ciudad. Además, las poblaciones de Aguasuelos, Coapan y Atexquilapan, pasan a ser parte del municipio de Naolinco.

- 1910- La villa de Naolinco es elevada a categoría de ciudad, con el nombre Oficial de "Naolinco de Victoria" en honor al Ilustre General Guadalupe Victoria.

## Cronología de presidentes municipales
| Nombre                          | Partido | Año         |
| ------------------------------- | ------- | ----------- |
| Luis Manuel Montero Hernández   |         | 2022 - 2025 |
| Roberto Carlos Reyes Aguilar    |         | 2018 - 2021 |
| Francisco Javier Guevara Gómez  |         | 2014 - 2017 |
| Genaro F. Pérez López           |         | 2011 - 2013 |
| Héctor García Barradas          |         | 2008 - 2010 |
| Americo Tomás Martínez Ramírez  |         | 2005 - 2007 |
| Héctor Sóstenes Merino García   |         | 2001 - 2004 |
| Alfredo R. Guevara Meza         |         | 1998 - 2000 |
| Fernando Escobar Mesa           |         | 1995 - 1997 |
| José Luis Oliva Meza            |         | 1992 - 1994 |
| Narciso Reyes Ortiz             |         | 1988 - 1991 |
| Enrique Huerta Peña             |         | 1985 - 1988 |
| Miguel Ángel Gómez Pérez        |         | 1982 - 1985 |
| Francisco Callejas Fernández    |         | 1979 - 1982 |
| Melitón Reyes Meza              |         | 1976 - 1979 |
| Néstor Aburto Trujillo          |         | 1973 - 1976 |
| Francisco Córdoba L. De Guevara |         | 1970 - 1973 |
| Tomás Martínez Gutiérrez        |         | 1967 - 1970 |
| Ricardo Meza Meza               |         | 1965 - 1967 |
| Jaime Mesa Castro               |         | 1961 - 1964 |
| Néstor Aburto Trujillo          |         | 1958 - 1961 |
| Rafael Mesa Mesa                |         | 1955 - 1958 |

## Personas destacadas
- Miguel Mata y Reyes. Pintor (1814-1876)[14]
- Mariana Sayago. Filántropa (1817-1896)[15]
- Ángel Darío Acosta Zurita. Sacerdote (1908-1931)[16]
- Mateo Oliva Oliva. Compositor y director de orquesta (1938-2014)[17]

## Epidemiología
Actualmente, la localidad presenta serios problemas de agua potable y saneamiento. Como en otras regiones del país y de la región, la contaminación del agua es un gran problema que afecta a los habitantes de la zona. En Naolinco se presentan numerosos casos de personas que han llegado a padecer de enfermedades congénitas (de nacimiento) así como alteraciones a la salud vinculadas al cáncer. De igual manera, un gran número de habitantes quema residuos y desechos afectando la calidad del aire generando aún más problemas de contaminación con consecuencias a la salud. La falta de agua potable y educación ambiental es una situación que genera graves problemas a los habitantes municipio. Con base en datos del Instituto Mexicano del Seguro Social, existen evidencias y casos registrados de numerosas personas afectadas por cáncer de piel, síndrome de Down y autismo.
Así mismo, Xalapa ciudad próxima a Naolinco, cuenta con altos niveles de contaminación ambiental.

## Hermanamientos
- Pharr (Texas), Texas (2009)[19]